# Malone, Washington
Malone är en ort i Grays Harbor County i delstaten Washington, USA.